# Josip Kodl
Josip Maria Kodl (Zdice, Češka, 8. rujna 1887. – Split, 26. rujna 1971.), češko-hrvatski arhitekt, veslač i športski djelatnik.

## Životopis
Rodio se je u Zdicama kod Praga u obitelji koja je njegovala sklonost graditeljstvu, ali i duh tjelovježbe i športa. Studirao je na Češkoj visokoj tehničkoj školi. Tijekom studija upoznao je splitske studente. Među njima bili su Fabjan Kaliterna, Lovro Krstulović i Mihovil Kargotić, s kojima se sprijateljio i po struci i po športu. Kaliterna je nagovorio Kodla doći u Split. Kodlu se svidjelo u Splitu te se je doselio za stalno. Zaposlio se je na Tehničko-građevnom odjeljenju splitske općine i oženio Šibenčanku.
U međuratnom je razdoblju u Splitu izgrađeno relativno malo javnih objekata modernog arhitektonskog koncepta, a Kodl je pridonio tom opusu. Splitskoj je arhitekturi pridonio unijevši u dah avangarde, funkcionalizma i kubizma, otkrio modernizam. Može se reči da je obogatio Split vrijednim slojem povijesne arhitekture. Bio je jedini predstavnik moderne arhitekture u Splitu do 1930-ih. Protivio se ikakvom spoju stare i nove arhitekture, što je prenio u svoje radove. Premda protivan mnogim novotarijama, Split je prihvaćao njegov arhitektonski izričaj kao jezik novog vremena. Arhitektonske postavke koje je zastupao su: armiranobetonska konstrukcija, žbuka, ravni krov, kubističko oblikovanje, kolorizam.
Iz tog vremena poznati su hotela Ambasador (1937.), Gusarov dom na Matejušci (1927.), zgrada Akvarija na Marjanu (1928.), zgrada Osnovne škole Manuš-Dobri (1930.), zgrada Meteorološke postaje na Marjanu i dr. Upustio se i u regulacijsko planiranje grada Splita. Na međunarodnom je natječaju 1923./1924., osmislio smjestiti trgovačku luku u poljudsku uvalu, zapadnu obalu namijenio je promenadi, a glavnu kolnu prometnicu s Gradskom lukom na novoformiranom tunelu iznad željezničke pruge. Kodl nije zapustio ni svoju športsku strast. Kao strastveni veslač, bio je jedan od osnivača VK Gusara i natjecatelj u četvercu 1920-ih godina, dugogodišnji član kluba i uprave. U drugome je svjetskom ratu pristupio pokretu otpora u vrijeme talijanske okupacije. Neki od objekata oštećeni su u drugome svjetskom ratu, poput OŠ Manuš-Dobri. Godine 1943. prebacio se je na teritorij pod partizanskom upravom. Poslije rata vodio je radove u obnovi dalmatinskih gradova i sela. Među ostalim vodio je izgradnju predsjedničke rezidencije na Brijunima. Umro je u Splitu 1971. godine. Pokopan je na splitskom groblju Lovrinac.
Nažalost dio njegove baštine zanemaren je, zapušten i prenamijenjen. Srušeni su Gusarov dom (1990.), Akvarij (1995.) i hotel Ambasador (2017.). Sačuvane su neke njegove obiteljske stambene zgrade: kuća Čorak na Zapadnoj obali iz 1923. godine, obiteljska kuća na Manušu iz 1927. godine, kamena kuća književnika i političara Ante Tresića Pavičića na Mejama, kuća Mojsović iz 1931. godine, vila Lovre Krstulovića na Firulama iz 1933. godine, stambena kuća Kodl u Tršćanskoj iz 1939. godine, uglovnica Orebić pokraj Biskupove palače i ini. Tu je i Zgrada vodovoda, trafostanica u Dujmovači i dr.

## Vanjske poveznice
- Kodl, Josip Hrvatska tehnička enciklopedija, portal hrvatske tehničke baštine. LZMK